# Tatarszk
Tatarszk (oroszul: Татарск) város Oroszország ázsiai részén, a Novoszibirszki területen, a Tatarszki járás székhelye.
Népessége: 24 217 fő (a 2010. évi népszámláláskor).

## Elhelyezkedése
A Baraba-alföld nyugati részén, Novoszibirszktől 457 km-re nyugatra helyezkedik el. Vasúti csomópont a Transzszibériai vasútvonalon, a Karaszuk felé leágazó vonal  kiindulópontja. A város déli szélén vezet az R254-es főút (oroszul: ; korábbi nevén: Bajkál főút).

## Története
1911-ben keletkezett a vasútépítők települése és Sztaraja Tatarka baraba-tatár falu egyesítésével. 1912-1914-ben a Kulunda-sztyepp felé vezető vasútvonal építésének központja lett. 1925 óta város (más forrás szerint 1911-ben kapott ujezd nélküli város címet).
Gazdaságában központi szerepe van a vasút kiszolgálásának (járműjavítója is van) és az élelmiszeriparnak. Az egykori nagy gépipari vállalat (Roszelevatorszpecsztroj) gyártelepéből  a 21. század elejére semmi sem maradt. Másik, mezőgazdasági gépipari vállalata is megszűnt. de egy részlege Szibersztal néven átalakult és öntvényeket, csővezeték armatúrákat kezdett gyártani építőipari és gázipari felhasználásra.